# 1974年日本參議院選舉
第10屆日本參議院議員通常選舉於昭和49年（1974年）7月7日舉行。自民黨繼1972年的大選之後，在這次選舉中再一次遭遇慘敗，使田中角榮政權陷入內外交困的局面。
投票日當日，東海地方因1974年第8號颱風而遭遇強烈暴雨（「七夕豪雨」），三重縣伊勢市的投票被迫延期舉行。

## 概況
1973年10月爆發的齋月戰爭導致了第一次石油危機，對嚴重依賴中東石油的日本產業造成沉重打擊，日本經濟迅速陷入混亂，物價飛升，物資短缺，民眾瘋狂搶購生活用品；日本也由嚴重的通貨膨脹轉為通貨緊縮，戰後首次出現國內生產總值的負增長。另一方面，田中角榮的列島改造論的各種弊端也逐漸顯露，批判者日眾。田中政權進入前所未有的困難境地。
面對嚴重的蕭條，田中打算提出1974年度的巨額預算編制案，不過負責預算案的藏相愛知揆一突然病逝，田中任命黨內對手福田赳夫接任。福田赳夫全面修正田中的積極財政政策路線，並且對外強調列島改造是「田中總理的個人見解」，不是政府的政策。而田中之後也不得不宣布同意福田的看法，調整財政和經濟政策路線。
田中很希望通過這次參議院選舉扭轉不利局面，掌握主動，他走遍全國46個都府縣進行街頭演講，用消耗戰術，大灑金錢，甚至觸動巴托爾式直升機為候選人拉票。這次選舉還有一個很大的特點，就是很大知名的企業都被自民黨動員協助競選，企業主們以「保衛自由社會」、增加企業社會意識等為由，動員企業員工和相關人士投票支持自民黨。不過這種選舉策略成效不大，反而引起部分選民的方案，更引起了人們對田中角榮的金權政治的關注。

## 選舉數據

### 內閣
- 第二次田中角榮內閣（第65代）

### 投票日
- 1974年（昭和49年）7月7日

### 改選数
- 126
  - 地方區　-　76
  - 全國區　-　50

### 選舉制度
- 地方區
  - 小選舉區制 ‐ 改選数26
    - 2人區（單記投票）　-　26　

  - 中選舉區制 ‐ 改選数50
    - 4人區（單記投票）　-　15
    - 6人區（單記投票）　-　4
    - 8人區（單記投票）　-　2
- 全國區
  - 大選舉區制 ‐ 改選数50
- 秘密投票
- 20歳以上男女公民

## 選舉結果

### 投票率
- 73.2％

### 議席数

參議院政黨派別勢力圖

| #             | 政黨派別   | 改選 | 非改選 | 合計 |
| ------------- | ---------- | ---- | ------ | ---- |
| 執政黨        | 自由民主黨 | 62   | 64     | 126  |
| 在野黨、 其它 | 日本社會黨 | 28   | 34     | 62   |
| 在野黨、 其它 | 公明黨     | 14   | 10     | 24   |
| 在野黨、 其它 | 日本共產黨 | 13   | 5      | 18   |
| 在野黨、 其它 | 民社黨     | 5    | 5      | 10   |
| 在野黨、 其它 | 無黨派     | 8    | 2      | 10   |
| 在野黨、 其它 | 小計       | 68   | 56     | 124  |
| 合計          | 合計       | 130  | 120    | 250  |

### 政黨、政團
自由民主黨
| 總裁     | 副總裁     | 幹事長       | 總務會長 | 政務調査會長 | 國會對策委員長 | 参議院議員會長 |
| -------- | ---------- | ------------ | -------- | ------------ | -------------- | -------------- |
| 田中角榮 | 椎名悦三郎 | 橋本登美三郎 | 鈴木善幸 | 水田三喜男   | 福田一         | 安井謙         |

日本社會黨
| 中央執行委員長 | 中央執行副委員長                    | 書記長   | 政策審議會長 | 國會對策委員長 | 参議院議員會長 |
| -------------- | ----------------------------------- | -------- | ------------ | -------------- | -------------- |
| 成田知巳       | 赤松勇 飛鳥田一雄 江田三郎 安井吉典 | 石橋政嗣 | 堀昌雄       | 平林剛         | 小柳勇         |

公明黨
| 中央執行委員長 | 中央執行副委員長           | 書記長   | 政策審議會長 | 國會對策委員長 | 参議院議員團長 |
| -------------- | -------------------------- | -------- | ------------ | -------------- | -------------- |
| 竹入義勝       | 淺井美幸 多田省吾 二宮文造 | 矢野絢也 | 正木良明     | 大久保直彦     | 二宮文造       |

民社黨
| 中央執行委員長 | 中央執行副委員長 | 書記長   | 政策審議會長 | 國會對策委員長 | 參議院議員會長 | 常任顧問               |
| -------------- | ---------------- | -------- | ------------ | -------------- | -------------- | ---------------------- |
| 春日一幸       | 佐佐木良作       | 塚本三郎 | 竹本孫一     | 玉置一德       | 向井長年       | 片山哲 曾彌益 西尾末廣 |

日本共產黨
| 議長     | 幹部會委員長 | 幹部會副委員長                    | 書記局長 | 政策委員會責任人 | 國會對策委員長 | 参議院議員團長 |
| -------- | ------------ | --------------------------------- | -------- | ---------------- | -------------- | -------------- |
| 野坂參三 | 宮本顯治     | 市川正一 岡正芳 西澤富夫 袴田里見 | 不破哲三 | 上田耕一郎       | 松本善明       | 岩間正男       |

## 議員

### 選舉区当選
自民党   社会党   公明党   共產党   民社党   無黨籍 
| 北海道     | 北海道     | 北海道   | 北海道       | 青森縣     | 岩手縣     | 宮城縣   | 秋田縣   | 山形縣     |          |
| 小笠原貞子 | 吉田忠三郎 | 對馬孝且 | 相澤武彦     | 山崎龍男   | 增田盛     | 遠藤要   | 山崎五郎 | 安孫子藤吉 |          |
| 福島縣     | 福島縣     | 茨城縣   | 茨城縣       | 栃木縣     | 栃木縣     | 群馬縣   | 群馬縣   | 埼玉縣     | 埼玉縣   |
| 野口忠夫   | 鈴木省吾   | 矢田部理 | 岩上妙子     | 大塚喬     | 大島友治   | 栗原俊夫 | 最上進   | 瀨谷英行   | 上原正吉 |
| 千葉縣     | 千葉縣     | 神奈川縣 | 神奈川縣     | 山梨縣     | 東京都     | 東京都   | 東京都   | 東京都     |          |
| 赤桐操     | 高橋誉冨   | 竹田四郎 | 秦野章       | 中村太郎   | 安井謙     | 上田哲   | 阿部憲一 | 上田耕一郎 |          |
| 新潟縣     | 新潟縣     | 富山縣   | 石川縣       | 福井縣     | 長野縣     | 長野縣   | 岐阜縣   | 静岡縣     | 静岡縣   |
| 亘四郎     | 志苫裕     | 吉田實   | 安田隆明     | 熊谷太三郎 | 小山一平   | 夏目忠雄 | 藤井丙午 | 戶塚進也   | 青木薪次 |
| 愛知縣     | 愛知縣     | 愛知縣   | 三重縣       | 滋賀縣     | 京都府     | 京都府   | 大阪府   | 大阪府     | 大阪府   |
| 藤川一秋   | 三治重信   | 森下昭司 | 齋藤十朗     | 望月邦夫   | 林田悠紀夫 | 河田賢治 | 中山太郎 | 白木義一郎 | 橋本敦   |
| 兵庫縣     | 兵庫縣     | 兵庫縣   | 奈良縣       | 和歌山縣   | 鳥取縣     | 島根縣   | 岡山縣   | 岡山縣     |          |
| 中西一郎   | 矢原秀男   | 安武洋子 | 新谷寅三郎   | 前田佳都男 | 石破二朗   | 龜井久興 | 加藤武德 | 寺田熊雄   |          |
| 廣島縣     | 廣島縣     | 山口縣   | 德島縣       | 香川縣     | 愛媛縣     | 高知縣   | 福岡縣   | 福岡縣     | 福岡縣   |
| 永野嚴雄   | 濱本万三   | 二木謙吾 | 久次米健太郎 | 平井卓志   | 青井政美   | 鹽見俊二 | 小柳勇   | 有田一寿   | 桑名義治 |
| 佐賀縣     | 長崎縣     | 熊本縣   | 熊本縣       | 大分縣     | 宮崎縣     | 鹿兒島縣 | 鹿兒島縣 | 沖繩縣     |          |
| 福岡日出麿 | 初村瀧一郎 | 高田浩運 | 園田清充     | 岩男穎一   | 上条勝久   | 井上吉夫 | 久保亘   | 喜屋武眞榮 |          |

### 全国区当選
自民党   社会党   公明党   共產党   民社党   無黨籍 
| 1位-10位  | 宮田輝   | 市川房枝 | 青島幸男   | 鳩山威一郎 | 山東昭子 | 齋藤榮三郎 | 丸茂重貞 | 小林国司 | 目黑今朝次郎 | 田淵哲也 |
| 11位-20位 | 三木忠雄 | 秦豐     | 絲山英太郎 | 鈴木一弘   | 峯山昭範 | 片山甚市   | 佐藤信二 | 和田静夫 | 二宮文造     | 内田善利 |
| 21位-30位 | 山中郁子 | 案納勝   | 岡田廣     | 江藤智     | 迫水久常 | 阿具根登   | 藤原房雄 | 太田淳夫 | 長田裕二     | 松本英一 |
| 31位-40位 | 坂野重信 | 野田哲   | 向井長年   | 大谷藤之助 | 内藤功   | 福間知之   | 源田實   | 立木洋   | 鹽出啟典     | 柄谷道一 |
| 41位-50位 | 粕谷照美 | 安永英雄 | 上林繁次郎 | 神谷信之助 | 和田春生 | 大鷹淑子   | 神田博   | 下村泰   | 渡邊武       | 小卷敏雄 |

補選（任期3年）- 因第9屆日本參議院議員通常選舉選出的野上元、伊部真、柴田利右衛門、水口宏三從缺。
| 51位-54位 | 森下泰 | 岩間正男 | 上田稔 | 近藤忠孝 |

### 補選
- 秋田選舉区 山崎五郎（1976.4.6去世）→佐佐木滿（1976.5.23補選）
- 大分選舉区 岩男穎一（1976.8.9去世）→後藤正夫（1976.9.26補選）
- 新潟選舉区 亘四郎（1977.4.2去世）→長谷川信（1977.5.22補選）
- 熊本選舉区 高田浩運（1977.7.17去世）→田代由紀男（1977.9.4補選）
- 茨城選舉区 岩上妙子（辞職）→岩上二郎（1978.2.5補選）
- 和歌山選舉区 前田佳都男（1978.1.4去世）→前田勳男（1978.2.19補選）
- 京都選舉区 林田悠紀夫（參選京都府知事）→上田稔（1978.4.23補選）

### 初次當選者
注意：曾經是眾議院議員的有「※」標示。
自由民主黨
| - 青井政美 - 安孫子藤吉 - 有田一寿 - 石破二朗 - 絲山英太郎 | - 井上吉夫 - 岩男穎一 - 遠藤要 - 岡田廣 - 上條勝久 | - 龜井久興 - 神田博※ - 齋藤榮三郎 - 坂野重信 - 佐藤信二 | - 山東昭子 - 高橋譽富 - 戶塚進也 - 永野嚴雄 - 中村太郎 | - 夏目忠雄 - 秦野章 - 鳩山威一郎 - 福岡日出麿 - 藤川一秋 | - 宮田輝 - 最上進 - 望月邦夫 - 大鷹淑子（即 李香蘭） - 吉田實※ | - 亘四郎※ - 森下泰（任期3年） |

日本社會黨
| - 青木薪次 - 赤桐操 - 案納勝 - 大塚喬 - 粕谷照美 | - 片山甚市 - 久保亘 - 栗原俊夫※ - 小山一平 - 志苫裕 | - 對馬孝且 - 寺田熊雄 - 野口忠夫※ - 野田哲 | - 秦豐 - 濱本万三 - 目黑今朝次郎 - 森下昭司 - 矢田部理 |

公明黨
- 相澤武彦※
- 太田淳夫
- 桑名義治※
- 矢原秀男

日本共產黨
| - 上田耕一郎 - 神谷信之助 - 小卷敏雄 - 立木洋 - 內藤功 - 橋本敦 | - 安武洋子 - 山中郁子 - 近藤忠孝（任期3年） |

民社黨
- 柄谷道一
- 三治重信
- 和田春生※

茨城縣興農政治連盟
- 岩上妙子

無黨派
- 大島友治
- 福間知之

### 重返參議院者
自由民主黨
- 加藤武德
- 藤井丙午

無黨派
- 市川房枝

### 隱退不參選者
自由民主黨
| - 岩本政一 - 植竹春彦 - 大竹平八郎 - 川上為治 - 古池信三 - 小枝一雄 | - 後藤義隆 - 小山邦太郎 - 今東光 - 佐藤一郎 - 重宗雄三 | - 柴田榮 - 白井勇 - 杉原荒太 - 高橋文五郎 - 田口長治郎 | - 田中茂穗 - 長屋茂 - 平島敏夫 - 星野重次 - 堀本宜實 | - 森八三一 - 山本利壽 - 米田正文 - 若林正武 |

日本社會黨
| - 足鹿覺 - 占部秀男 - 大矢正 - 川村清一 - 小林武 - 成瀨幡治 | - 西村關一 - 林虎雄 - 藤原道子 - 松本賢一 - 森元治郎 | - 矢山有作 - 横川正市 |

公明黨
- 浅井亨
- 澤田實

民社黨
- 高山恒雄
- 松下正寿
- 村尾重雄

### 落選的原議員
自由民主黨
| - 鬼丸勝之 - 龜井善彰 - 河口陽一 - 郡祐一 - 齋藤寿夫 | - 佐田一郎 - 大松博文 - 玉置猛夫 - 塚田十一郎 - 中津井真 | - 永野鎮雄 - 西田信一 - 長谷川仁 - 松平勇雄 - 矢野登 | - 山下春江 - 渡邊一太郎 |

日本社會黨
- 杉原一雄
- 鈴木強
- 田中一

公明黨
- 涩谷邦彦

民社黨
- 萩原幽香子

無黨派

## 后續
選舉結果是自民黨大敗，只取得62席（改選70席），未能取得改選議席的半數，自民黨只好追加公認無黨派議員和非改選議員，才勉強在參議院中維持多數。「保革逆轉」的呼聲已經愈來愈高。
財界對田中領導的選舉失利感到失望，一些財團的巨頭公開出面表示自民黨一黨執政的時代已經過去，應該出現聯合政權。經濟團體聯合會、東京電力等財團還停止了對自民黨的政治捐款。
藏相福田赳夫、副總理三木武夫和行政管理廳長官保利茂在選舉失利後陸續請辭，福田派和三木派聯合起來對抗田中，使田中政權陷入危機，黨內要求田中下野的呼聲高漲。前首相岸信介甚至建議福田另組「福田新黨」。這次被稱為「七月政變」的政治騷動最終被田中巧妙地避開了。但是正當田中試圖挽回日益低落的人氣的局面時，10月出版的《文藝春秋》11月號的一片特稿揭露了田中龐大的金錢政治勢力，將田中政權拉向崩潰

## 外部連結
- 第10回參議院議員選舉
- 第10回參議院議員補選（栃木選舉區）
- 第10回參議院議員補選（茨城選舉區、愛知選舉區）
- 第10回參議院議員補選（鹿兒島選舉區）
- 第10回參議院議員補選（秋田選舉區）
- 第10回參議院議員補選（奈良選舉區、大分選舉區）
- 第10回參議院議員補選（新潟選舉區、宮崎選舉區）
- 第10回參議院議員補選（新潟選舉區）